# Kōriki Jōjima
Kōriki Jōjima (jap. 城島光力 Jōjima Kōriki; ur. 1 stycznia 1947) – japoński polityk.
Studiował rolnictwo na Uniwersytecie Tokijskim. Jest jednym z członków założycieli Partii Demokratycznej. W 1996 został po raz pierwszy wybrany do parlamentu. 1 października 2012 objął stanowisko ministra finansów w rządzie Yoshihiko Nody. W wyniku wyborów parlamentarnych z 16 grudnia 2012 stracił mandat parlamentarny, 26 grudnia tego samego roku złożył dymisję ze stanowiska ministra i został zastąpiony przez Taro Aso.